# マダガスカルクロクイナ
マダガスカルクロクイナ（Amaurornis olivieri）は、ツル目クイナ科シロハラクイナ属に分類される鳥類。

## 分布
マダガスカル西部固有種

## 形態
全長19cm。頭部や頸部、体下面は灰黒色、体上面は暗褐色、背や肩は赤褐色の羽毛で被われる。雨覆の色彩は赤褐色。
眼の周囲は赤やピンク色。虹彩は赤い。嘴の色彩は黄緑色で、基部は赤みを帯びる。後肢の色彩は赤い。

## 生態
水生植物の繁茂した河川、沼、ヨシ原などに生息する。
繁殖形態は卵生。3月にガマの茂みに巣を作り、1回に2個の卵を産んだ例がある。

## 人間との関係
生息地では食用とされることもある。
開発による生息地の破壊、人為的に移入された魚類による植生の変化などにより生息数は激減している。